# Adrián Subotovsky
Adrián Pablo Subotovsky (provincia de Buenos Aires, 31 de agosto de 1969) es un guitarrista neoclásico argentino que formó parte de bandas como Samson y Quemar, además de tener una larga trayectoria como solista. 

## Biografía
Adrián se abocó a la música desde pequeño y se especializó en la guitarra eléctrica a principios de los ochenta. Su formación musical fue influenciada por el clásico rock europeo, como The Beatles y Deep Purple, y por el guitarrista neoclásico sueco Yngwie Malmsteen. 
En sus inicios participó del metal neoclásico local, formando parte de Samson (banda liderada por Hugo Racca y Horacio Cacho Darias, Plus) en la década del ochenta. En los noventa, armó su proyecto solista, denominado Odisea, que contó con la participación de músicos como Saúl Blanch (de Plus y Rata Blanca), Adrián Barilari (de Rata Blanca) y Walter Meza (de Horcas). 
También colaboró con Norberto Rodríguez, Rubén Trombini y Pablo Catanio (ex Walter Giardino Temple) en Quemar1 y posteriormente editó un disco junto a Rubén Trombini denominado Metal Project.2
En la década del noventa continuó su formación bajo maestros de la música clásica nacional, como Edgardo Cattaruzzi y Alejandro Cattaneo (de La Orquesta Sinfónica Ludwig Van Beethoven) y Antonio Agri (de la Orquesta de Astor Piazzolla).3 Expandió su repertorio musical componiendo, ejecutando y grabando una obra sinfónica denominada Fin de Siglo, la que fue editada como CD en el 2004.
En la última década se ha volcado al tango, interpretando tangos tradicionales como Por una cabeza de Gardel y Adiós Nonino, de Piazzolla y componiendo tangos propios.
Su último disco se denomina Subotango II, donde lo acompaña Carla Pugliese (bandoneón), Daniel Leonetti (bajo), Daniel Acosta (batería) y Alejandro Martínez de Sanzo (voz).. este disco cuenta con varios músicos invitados .Félix Díaz, Carla Pugliese, Willy Quiroga (Vox Dei), Norberto Rodriguez (Temple), Walter Meza (Horcas), Adrián Barilari, Daniel Acosta, Eduardo Fazio (Vivencia), Jorge Durietz (Pedro y Pablo), Miguel Ángel Eurasquin (Pastoral), Chiqui Pereyra, Gustavo Rowek (Rata Blanca, Rowek), Daniel Leonetti. Filmación y edición: Ricardo Rubén Tubio.

## Colaboraciones y contribuciones
Ha colaborado con figuras del rock y del tango,  como Carla Pugliese, en su disco Eléctrica y Porteña (2006) y Graham Bonnet, vocalista de Rainbow y Alcatraz, con quien toco en vivo en el 2008.
Sus composiciones han sido ejecutadas por voces del tango como Raúl Lavié y Ricardo Chiqui Pereira, del rock como Adrián Barilari y de la ópera, los tenores Darío Schmunck y Luis Barrios.
Su obra ha sido producida coreográficamente por la escuela de ballet de Noemí Molinari.

## Discografía
- Samson, Rutas Peligrosas (1987, 1991),  Megaton
- Odisea, Homenaje a Paganini (1996, 2007), Acuario Records.
- Quemar, Quemar (2000), Vampyr Discos
- Adrián Subotovsky, Fin de Siglo (2004), NEMS
- Subotovsky-Trombini, Metal Project (2005), 4G Discos
- Adrián Subotovsky, L’Tango (2007), Radio Trípoli
- Adrián Subotovsky, Subotango (2014), Subotovsky Records
- Adrián Subotovsky, Subotango II (2016), Fonocal   Subotango 1 Pampa Record Discos
- Subotango 2, reedicion Pampa Record Discos
- El Momento Justo, Gustavo Zabala, Gito Minore y Adrián Subotovsky